# Academia de la Música Country
La Academia de la Música Country (Academy of Country Music - ACM) es una institución estadounidense fundada en Los Ángeles en 1964 por Eddie Miller, Tommy Wiggins y Mickey y Chris Christensen, con el objetivo de promover la música country. Contó con el respaldo de artistas como Johnny Bond, Glen Campbell, Merle Haggard, Roger Miller entre otros. En 1965 se formó una junta directiva para gestionar la institución. Desde 1966 otorga los Premios de la Academia de la Música Country.

## Historia
Fue fundada con el nombre de "Country & Western Music Academy" en 1964 en Los Ángeles con el objetivo de promover la música country en los estados del oeste, en contraste con la Asociación de Música Country, con sede en Nashville, Tennessee, entonces epicentro del popular Sonido Nashville. A principios de la década de 1970, la organización cambió su nombre a "Academy of Country and Western Music" y finalmente a "Academy of Country Music" para evitar confusiones sobre si la organización era una escuela. Al tener su base en la Costa Oeste de Estados Unidos, su membresía inicial estaba compuesta en gran parte por artistas de country de esta zona. Esto se evidencia en las primeras ediciones de sus premios, dominados por artistas del denominado Sonido Bakersfield, como Bonnie y Buck Owens o Merle Haggard. Debido a la convergencia de la música country y occidental en un solo género a fines del siglo XX, la Academia y la Asociación ya no tienen una distinción significativa entre los artistas que cada organización promueve y reconoce.
La primera ceremonia de entrega de premios, fue celebrada en 1966, en honor a la industria y al artista del año anterior. Esta ceremonia fue la primera entrega de premios en la música country. Entre los galardonados en la primera ceremonia se encontraban Kay Adams, Merle Haggard, Bonnie Owens y Buck Owens. Fran Boyd creó el trofeo original, llamado "hat" (sombrero). Hoy se utiliza una versión diferente y estilizada. 
Los premios están "dedicados a honrar y mostrar los nombres más importantes y el talento emergente en la industria de la música country". Cada año, la ceremonia se televisa en vivo desde el MGM Grand Garden Arena. Por lo general, los premios ACM se entregan en abril o mayo y reconocen los logros del año anterior. Los premios más prestigiosos son para Artista de la Década y Artista del Año, así como para los artistas Pioneros. Existen diferentes categorías para reconocer a vocalistas, álbumes, videos, canciones y músicos masculinos y femeninos.